# Гарден (Айова)
Гарден (англ. Hawarden) — місто (англ. city) в США, в окрузі Сіу штату Айова. Населення — 2700 осіб (2020).

## Географія
Гарден розташований за координатами 43°0′9″ пн. ш. 96°28′58″ зх. д. / 43.00250° пн. ш. 96.48278° зх. д. (43.002404, -96.482911).  За даними Бюро перепису населення США в 2010 році місто мало площу 7,82 км², з яких 7,47 км² — суходіл та 0,34 км² — водойми.

## Демографія
Згідно з переписом 2010 року, у місті мешкало 2546 осіб у 1020 домогосподарствах у складі 667 родин. Густота населення становила 326 осіб/км².  Було 1152 помешкання (147/км²).
Расовий склад населення:
| - 86,8 % — білих - 0,9 % — корінних американців - 0,5 % — чорних або афроамериканців - 0,3 % — азіатів - 10,6 % — осіб інших рас |

До двох чи більше рас належало 0,9 %. Частка іспаномовних становила 20,0 % від усіх жителів.
За віковим діапазоном населення розподілялося таким чином: 25,4 % — особи молодші 18 років, 54,4 % — особи у віці 18—64 років, 20,2 % — особи у віці 65 років та старші. Медіана віку мешканця становила 39,0 року. На 100 осіб жіночої статі у місті припадало 96,8 чоловіків;  на 100 жінок у віці від 18 років та старших — 92,7 чоловіків також старших 18 років.
Середній дохід на одне домашнє господарство  становив 51 195 доларів США (медіана — 47 171), а середній дохід на одну сім'ю — 61 153 долари (медіана — 56 063). Медіана доходів становила 40 224 долари для чоловіків та 25 349 доларів для жінок. За межею бідності перебувало 14,6 % осіб, у тому числі 26,5 % дітей у віці до 18 років та 9,2 % осіб у віці 65 років та старших.
Цивільне працевлаштоване населення становило 1204 особи. Основні галузі зайнятості: освіта, охорона здоров'я та соціальна допомога — 23,7 %, виробництво — 23,1 %, роздрібна торгівля — 14,0 %, сільське господарство, лісництво, риболовля — 6,4 %.